# Нижний посад (Вологда)
Ни́жний поса́д — исторический район города Вологды. С конца XIX века к Нижнему посаду относят территорию, ограниченную с запада рекой Золотухой, с севера — рекой Вологдой, с востока улицей Левичева, с юга — железнодорожной линией Вологда — Москва.
В настоящее время топоним Нижний посад в разговорной речи употребляется редко. Упоминается преимущественно в краеведческой литературе и путеводителях.

## История
Формирование Нижнего посада началось во второй половине XVI века. В 1560-х — 1570-х сформировалась старая торговая площадь с рынком, занимавшая территорию современной площади Революции. На торговой площади также находились «харчевенные избушки» и 21 кузница. Местность вокруг именовалась Кузнецкой. После 1612 года рынок переведён в Город. Со второй половины XVI века была заселена и территория вдоль русла реки Вологды от устья реки Золотухи до современного домика Петра I. Ближе к реке находились подворья монастырей Кирилло-Белозерского, Спасо-Прилуцкого, Спасо-Печенгского, Соловецкого и других. В районе Богородицкой церкви на Нижнем долу находились дворы немецких гостей. Во втором ряду от реки находились дворы монастырей: Спасо-Нуромского, Евфимьева и других. Новинковская слобода (район домика Петра I), в XVI—XVII веке состояла также из торговых дворов.
В XVII веке в Нижнем посаде известны слободы Козлёна, Рощенье и Фроловка. Территория между ними, а также южнее современной Козлёнской улицы оставались незаселёнными.
В XVIII веке в Нижнем посаде активно застраиваются свободные территории между ранее сформированными слободками. В посаде насчитывалось 15 улиц, 17 переулков и 2 площади — Большая и Старая. Промышленный центр посада находился в Рощенье, где находились солодовенные, прядильные, салотопенные, мыловаренные и маслобойные заведения.
Важное градостроительное значение Нижний посад приобрёл со второй половины XVIII столетия. Согласно первому генеральному плану 1781 года в Нижнем посаде образуется ядро нового административного центра города. В 1780—1790 гг. на месте монастырских подворий строятся дома губернатора, генерал-губернатора и здание Присутственных мест.
Ведущее градостроительное значение район Нижнего посада сохраняет и в XIX и в XX столетии. С 1970-х годов в начале улиц Козлёнской и Герцена формируется новый административный центр.

## Достопримечательности
- Дом Дворянского собрания
- Дом губернатора
- Дом генерал-губернатора
- Церковь Зосимы и Савватия
- Церковь Кирилла Белозерского в Рощенье
- Странноприимный дом
- Церковь Иоанна Предтечи в Рощенье
- Дом Соковикова
- Церковь Покрова на Козлёне
- Дом Левашова
- Домик Петра